# جون بودن
جون بودن (بالإنجليزية: John Boden)‏ (1882 في المملكة المتحدة - 19 مارس 1946 في المملكة المتحدة) هو لاعب كرة قدم بريطاني (وحمل سابقاً جنسية المملكة المتحدة لبريطانيا العظمى وأيرلندا) في مركز الدفاع. لعب مع أستون فيلا ونادي بليموث أرجايل ونادي ريدنغ ونادي غيلينغهام ونادي ليتون أورينت ونورثويتش فيكتوريا وGlossop North End A.F.C. ‏ وCroydon Common F.C. ‏.